# ژین ایر
ژین ایر (انگلیسی: Jin Air) شرکت هواپیمایی کره‌ای است، که در سال ۲۰۰۸ تأسیس شد.